# リトル・マハノイ郡区 (ペンシルベニア州ノーサンバーランド郡)

州内のノーサンバーランド郡の位置。

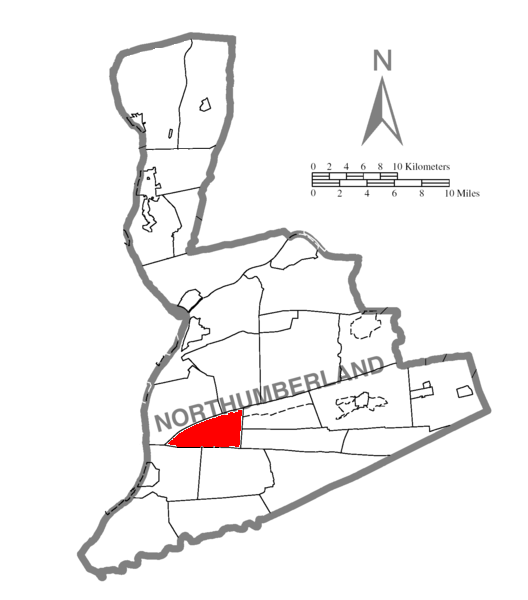
郡内のリトル・マハノイ郡区の位置。

リトル・マハノイ郡区（Little Mahanoy Township）は、アメリカ合衆国ペンシルベニア州ノーサンバーランド郡にある郡区である。2000年の国勢調査では人口435人で、1990年の前回より3人増加した。

## 地理
アメリカ国勢調査局によると、リトル・マハノイ郡区の総面積は27.1km2で、すべて陸地である。

## 人口
2000年の国勢調査によると、リトル・マハノイ郡区の人口は435人であり、151世帯、109家族が居住している。人口密度は 1平方キロメートルあたり16.1人である。159軒の家があり、1平方キロメートルあたり5.9軒の家が建っている。町の人種構成は、99.08%が白人、0.23%が黒人ないしアフリカ系アメリカ人、0.00%がアメリカ先住民、0.23%がアジア人、0.00%が太平洋諸島系、0.00%がその他の人種であり、0.46%は混血である。人口の0.00%はラテン系である。
全世帯の35.1%には18歳未満の子供が同居しており、63.6%は夫婦で一緒に生活している。6.6%は夫のいない女性が世帯主であり、27.8%は独身である。全世帯の25.2%は一人暮らしであり、15.2%が65歳以上である。平均世帯人数は2.88人、平均家族人数は3.52人である。
リトル・マハノイ郡区の人口は、32.9%が18歳未満、18歳以上24歳以下が7.1%、25歳以上44歳以下が23.9%、45歳以上64歳以下が20.9%、65歳以上が15.2%である。年齢の中央値は36歳である。女性100人に対して男性は96.8人であり、18歳以上の100人の女性に対して男性は87.2人である。
町の1世帯あたりの平均収入は36,667ドルであり、1家族あたりの平均収入は45,500ドルである。男性の平均収入が32,639ドルに対し、女性の平均収入は18,125ドルである。1人あたりの収入は14,844ドルである。人口の5.9%（全家族の5.4%）が極貧層である。18歳以下の住民の5.4%、65歳以上の住民の10.9%は貧しい生活を送っている。